# Bayerische Heimat- und Königspartei
Die Bayerische Heimat- und Königspartei (BHKP), kurz auch Königspartei genannt, war eine monarchistische und bayerisch-patriotische Partei in Bayern, die sich für die Wiederherstellung der Monarchie einsetzte.

## Weimarer Republik
Sie wurde am 30. November 1919 durch Josef Mayer-Koy, einen Verlagsbeamten der Zeitschrift Jugend, gegründet. Die Wittelsbacher vermieden jedoch Kontakte zu dieser Partei. Nach der Gründung  des Bayerischen Heimat- und Königsbundes "In Treue fest" (BHKB) im März 1921, des späteren Bayernbundes, verlor die Königspartei vollends an Bedeutung, als die Ortsgruppen in Regensburg, Rosenheim, Nürnberg und Würzburg geschlossen zum BHKB übertraten. Im September 1926 ging auch die restliche Königspartei in der überparteilichen Sammlungsbewegung auf. Die Königspartei wurde 1933 aufgelöst.

## Nach dem Zweiten Weltkrieg
Auf Anregung von Franz Freiherr von Redwitz, Kabinettschef von Kronprinz Rupprecht, erfolgte im Oktober 1945 ein erster Neugründungsversuch der Königspartei, hauptsächlich durch Mitglieder des 1933 aufgelösten BHKB. Sie wurde am 23. Januar 1946 von der US-Militärregierung nur im Stadtkreis München zugelassen und noch im selben Jahr wieder verboten. Nach dem Ende der Militärregierung 1949 konnte die Partei neu konstituiert werden. Am 23. Juli 1950 wurde sie unter dem Vorsitz des Arztes Max Lebsche neu gegründet und beteiligte sich an den Landtagswahlen im November, erreichte aber nur 0,8 %. Bei der Münchener Stadtratswahl vom 30. März 1952 konnte sie einen Sitz gewinnen, was der einzige Erfolg auf der Ebene der Kreise und kreisfreien Städte blieb. Zu den Landtagswahlen 1954 trat sie nicht mehr an.